# Jens Otto Krag
Jens Otto Krag (15. září 1914 – 22. června 1978) byl dánský politik, představitel dánské sociálnědemokratické strany (Socialdemokraterne), jejímž předsedou byl v letech 1962-1972. V letech 1962–1968 a 1971–1972 byl premiérem Dánska, v letech 1958–1962 a 1966–1967 ministrem zahraničních věcí, v letech 1953–1957 ministrem hospodářství a práce, v letech 1947–1950 ministrem obchodu, roku 1953 krátce též ministrem bez portfeje. V letech 1950-1953 byl dánským velvyslancem ve Spojených státech.
Na pozici premiéra rezignoval v roce 1972 poté, co Dánové v referendu podpořili vstup do Evropského hospodářského společenství, který silně prosazoval. Zdůvodnil svůj krok tím, že je po dlouhém boji unaven.
Vystudoval ekonomii na Kodaňské univerzitě. Roku 1966 získal Karlovu cenu.